# Pavel Zonča
Pavel Zonča (* Ostrava) je český chirurg a vysokoškolský pedagog, v letech 2014 až 2016 a od července do října 2018 děkan Lékařské fakulty Ostravské univerzity (LF OU). 

## Život
Několik let žil v Bonnu v Německu. K roku 2015 působil jako přednosta chirurgické kliniky Fakultní nemocnice Ostrava a zároveň vyučoval na univerzitě v Německu. Specializuje se na endokrinochirurgii a na onkochirurgii, přičemž se zaměřuje na mininvazivní metody.
V roce 2017 jej Svatopluk Němeček z funkce přednosty chirurgické kliniky odvolal. Proti tomuto rozhodnutí se Zonča soudně bránil, přičemž uspěl u Nejvyššího soudu. Do roku 2021 byl Zonča také vyšetřován v souvislosti s údajným podváděním pacientů, kteří byli v poslední stádiích rakoviny. V únoru 2021 však případ odložila a Zonča obviněn nebyl.

### Děkan
V roce 2014 se stal děkanem Lékařské fakulty Ostravské univerzity. V listopadu 2016 byl z funkce odvolán rektorem Ostravské univerzity Janem Latou, a to na návrh akademického senátu LF OU. Důvodem Zončova odvolání měla být jeho špatná komunikace a personální práce, kdy měl mj. ukončit pracovním poměr několika akademikům, které měl nahradit personálem s nedostatečným vzděláním. V březnu 2017 byl poté novým děkanem zvolen Arnošt Martínek. V červenci 2018 však Krajský soud v Ostravě zrušil rozhodnutí rektora o Zončově odvolání, v důsledku čehož měla univerzita v tu chvíli dva děkany, kteří mezi sebou navíc měli neshody. V září 2018 byl však Zonča akademickým senátem fakulty opět odvolán, načež Zonča navrhl rozpustit akademický senát fakulty. Dne 31. října 2018 Zončovi uplynulo čtyřleté funkční období. Jeho nástupcem se poté opět stal Arnošt Martínek, tentokrát řádně zvolený v listopadu 2018.